# أوبيرسالزبرج
أوبيرسالزبرج هو mountainside retreat يقع فوق بلدة بيرتشسغادن في بافاريا بألمانيا. تقع حوالي 120 كيلومتر (75 ميل) جنوب شرق ميونيخ، على مقربة من الحدود مع النمسا، ومن المعروف باسم موقع الإقامة الجبلية السابقة لأدولف هتلر، البرغهوف وقمة جبل Kehlsteinhaus، المعروف شعبيا في العالم الناطق باللغة الإنجليزية باسم «عش النسر». تم هدم جميع المباني النازية (باستثناء Kehlsteinhaus، الذي لا يزال قائماً ويعمل الآن كمطعم سياحي). 

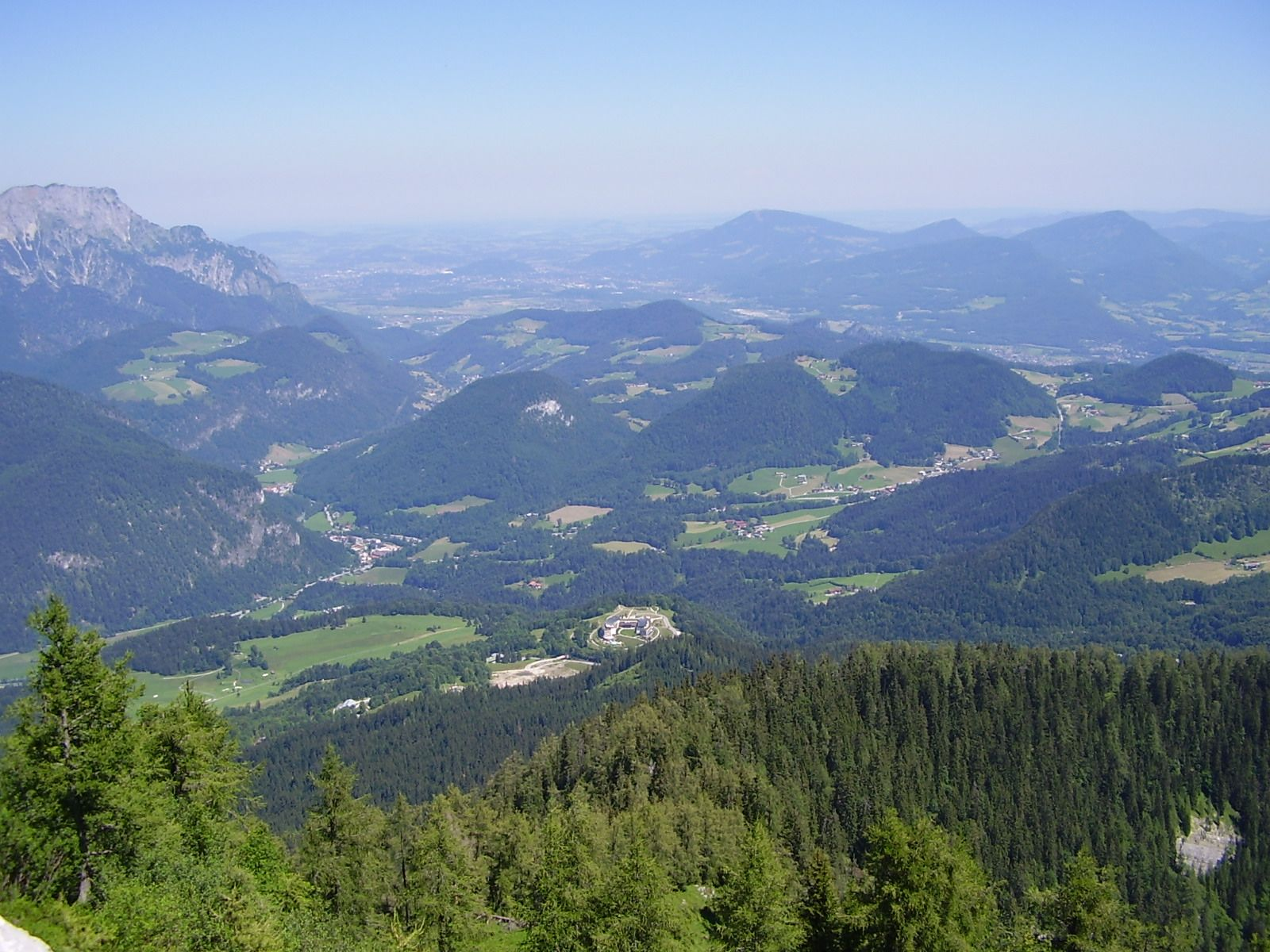
منظر من كيلشتاينهاوس

## التاريخ
اسم منطقة المستوطنة مستمد من رواسب الملح الصخري في بروستيسجادن الأمير السابق. 

### تراجع هتلر

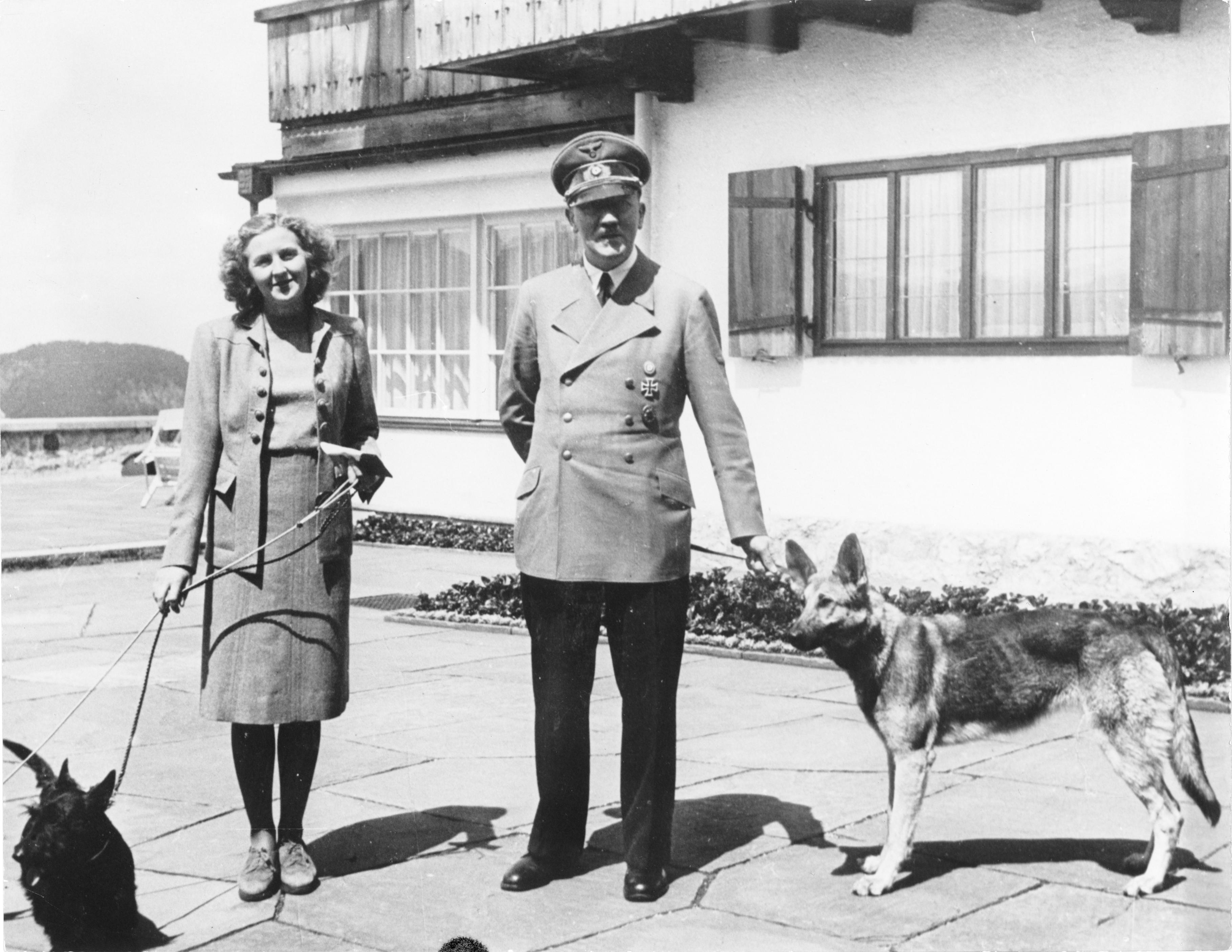
هتلر وبراون في بيرغوف، 1942